# 심플랫폼
주식회사 심플랫폼(Simplatform Co., Ltd.)은 대한민국의 산업용 AloT 기업이다.

## 제품
IoT 연결 솔루션, AI 분석 솔루션, AI 모델 관리운영(MLOps) 등을 결합한 누비슨 플랫폼을 제공한다.